# Eagle Dynamics
Eagle Dynamics ist ein russisches Softwareentwicklungs-Studio mit Sitz in Villars-sur-Glâne im Schweizer Kanton Freiburg, das vor allem für seine Flug-Simulationen bekannt ist.

## Produkte
Das erste Produkt war der 1995 veröffentlichte Flugsimulator Su-27 Flanker. 1999 folgte der Nachfolger Flanker 2.0.
Im Jahr 2003 veröffentlichte ED Lock On, das die Flugzeuge F-15, A-10, Su-25, Su-27, Su-33 und MiG-29 simuliert, allerdings mit abgeschwächtem Realitätsgrad. Lock On wurde durch das sehr detaillierte Su-25T-Add-on Flaming Cliffs ergänzt, welches mittlerweile in der deutlich aufgewerteten Version 3.0 verfügbar ist.
2008 rief ED die Digital-Combat-Simulator-Reihe ins Leben. Bisher sind innerhalb dieser Reihe DCS Black Shark, DCS A-10C Warthog, DCS P-51 Mustang, DCS Combined Arms, DCS F-86F Sabre (Belsimtek), Focke-Wulf FW-190 D9, MI-8TV2 (Belsimtek), Messerschmitt Bf-109K4, MiG 21bis(Leatherneck Simulations), BAe Hawk T1a (VEAO Simulations), sowie DCS UH-1H (Belsimtek), M2000C(Razbam), L-39 Albatros, C101 Aviojet(AvioDev), Mig-15bis(Belsimtek), SA342 Gazelle(Polychop Simulations), F-5E Tiger II(Belsimtek), Spitfire LF Mk.IX, AJS-37 Viggen(Heatblur Simulations), AV-8B Night Attack V/STOL Harrier(Razbam), F/A-18C Hornet, Jak-52, F-14 Tomcat(Heatblur Simulations), Christen Eagle II(Magnitude 3 LLC), Mig-19P Farmer(Razbam), I-16(OctopusG), FW-190 A8, F16C Viper, JF-17 Thunder(Deka Ironwork Simulations), sowie die Karten erschienen. Zusätzlich wurden einige neue Karten veröffentlicht: Persian Gulf Map, Syrien, Normandy 1944, Nevada Test and Training Range Map und die Sinai-Halbinsel.
Während Black Shark sowie die P-51D Mustang und das A-10C Modul in Deutschland von der Koch Media GmbH vertrieben wird, wurden frühere Titel von Ubisoft veröffentlicht.